# 智樹 (小惑星)
智樹（ともき、6101 Tomoki）は、小惑星帯に位置する小惑星である。浦田武が静岡県清水市にあった大平観測所で発見した。
南極で発見された隕石や宇宙塵、スターダストによって採集された彗星塵などを研究した、九州大学理学研究院地球惑星科学部門の中村智樹に因んで名付けられた。